# Cooking Simulator
Cooking Simulator est un jeu de simulation de cuisine développé par l'équipe polonaise Big Cheese Studio et publié par PlayWay S.A. le 6 juin 2019 pour Microsoft Windows. La version Nintendo Switch est sortie le 14 mai 2020, publiée sur la console par Forever Entertainment. La version Xbox One est sortie le 14 août 2020. Un portage mobile, intitulé Cooking Simulator Mobile, lancé sur les appareils Android le 20 octobre 2020. Il est disponible sur iOS dans quelques pays, et la sortie mondiale est disponible en pré-enregistrement par PlayWay S.A. La version PlayStation 4 est sortie le 20 mai 2021 exclusivement en Europe et en Australie, et le 8 juin 2021 en Amérique du Nord.

## Système de jeu
Cooking Simulator utilise un moteur physique et des mécanismes de cuisson pour simuler une expérience culinaire réaliste. Dans son état actuel, le jeu permet au joueur de préparer plus de 80 recettes en utilisant plus de 140 ingrédients. Il existe différents modes de jeu, notamment le mode carrière, le mode bac à sable, l'école de cuisine, la pizza, les gâteaux et les biscuits,  le défi de classement, les vacances d'hiver et le défi SUPERHOT. En mode Carrière, les joueurs prennent le contrôle d'une cuisine tout en acquérant progressivement renommée et expérience en servant des plats selon les commandes. Des frais sont automatiquement facturés chaque fois que les ingrédients sont retirés de l'étagère. L'objectif est d'atteindre la cinquième Fame Star. Le mode Sandbox propose une cuisine entièrement équipée sans limite de temps. École de cuisine est une série de tutoriels expliquant toutes les mécaniques de jeu. Défi classement est un mode de jeu dans lequel les joueurs s'affrontent en essayant de préparer un seul plat selon une recette, chaque plat ayant son propre tableau de bord. Vacances d'hivers est un mode qui propose une nouvelle cuisine et permet de servir un dîner à plusieurs convives en préparant des plats contenant les ingrédients demandés.
Dans le DLC Pizza, le joueur travaille dans une pizzeria et a pour tâche de préparer différentes pizzas avec différentes pâtes et garnitures. Le DLC Cakes and Cookies permet au joueur de préparer une large gamme de gâteaux, tartes et cookies dans une pâtisserie.
Le défi SUPERHOT est le dernier mode ajouté en tant que mise à jour gratuite le 25 février 2020 inspiré par SUPERHOT pour célébrer son quatrième anniversaire sur Steam. Il modifie l'apparence des produits, des ustensiles et de la cuisine et introduit une nouvelle mécanique qui ralentit le temps pendant lequel le joueur ne bouge pas. Cependant, certaines versions du jeu telles que la version Nintendo Switch ont des fonctionnalités supprimées, comme les DLC supprimés.

## Accueil
En raison de ses défauts initiaux, Cooking Simulator a reçu des critiques mitigées de la part des critiques. Il a obtenu une note de 64/100 sur Metacritic sur la base de 4 critiques.